# Tetrodotoksin
Tetrodotoksin (TTX) je nevrotoksični alkaloid, prisoten predvsem v napihovalkah (Tetraodontidae), od koder tudi izhaja ime toksina, pa tudi v nekaterih vrstah dvoživk, nečlenarjev in maločlenarjev. TTX specifično blokira napetostno-odvisne natrijeve (Na+) kanalčke, kar v končni fazi povzroči ohromelost (paralizo) dihalnih mišic, brez hitre pomoči pa žrtev tako umre zaradi zadušitve.
Na Japonskem je meso napihovalk, tj. fugu, specialiteta tamkajšnje kuhinje, zato vsako leto kljub izkušenosti kuharjev zabeležijo do 50 smrtnih primerov zaradi zastrupitve s tetrodotoksinom.

## Kemijske lastnosti
Tetrodotoksin je majhna termostabilna (razen v bazični pogojih), vodotopna in heterociklična organska molekula, ki deluje na napetostno odvisne natrijeve kanalčke v živčnem sistemu.
Tetrodotoksinska molekula je sestavljena iz pozitivno nabite gvanidinske skupine in pirimidinskega obroča s petimi vezanimi obroči, na katere so vezane hidroksilne funkcionalne skupine. Slednje stabilizirajo vezavo toksina na natrijeve kanalčke, s čimer postane vezava zelo trdna; disociacijska konstanta (KD) znaša 10-10 nM.

## Mehanizem delovanja in toksičnost
TTX oponaša hidratiran natrijev kation, vstopi v ustje peptidnega kompleksa kanalčka in se veže v glavnem na glutamatni aminokislinski ostanek. Trdno vezavo doseže po konformacijski spremembi peptida, dodatno stabilizacijo vezave pa prispevajo elektrostatske interakcije.
TTX blokira difuzijo natrijevih ionov (Na+), s čimer prepreči depolarizacijo nevrona in s tem prenos impulza v obliki akcijskega potenciala do mišic, poleg tega pa deluje na podaljšano hrbtenjačo in zavira delovanje dihalnih in vazomotornih centrov (nadzor gladkih mišic žil).
Je 100-krat bolj strupen kot kalijev cianid (KCN) in je primerljiv s saksitoksinom glede toksičnosti. Podatki smrtonosne količine za človeka so različni, vendar naj bi bila potrebna količina čistega toksina okoli 1-2 mg. Po podatkih Centra za nadzor in preprečevanje bolezni (CDC) lahko pride do zastrupitve že pri zaužitju okoli 1,4 unče mesa strupene ribe.

## Izvor toksina
Največje količine toksina vsebujejo napihovalke (Tetraodontidae), in sicer v jetrih, spolnih žlezah in koži. Znatne količine toksina so bile odkrite tudi v jajcih ostvarja (Limulus polyphemus), v nekaterih polžih (npr. družina Naticidae), močeradih in pupkih rodu Taricha in nekaterih drugih vrstah, v koži krastač rodu Atelopus, v koži in notranjih organih modroobročkastih hobotnic (Hapalochlaena), v nekaterih vrstah nitkarjev ter v ščetinočeljustnicah (Chaetognatha) vrst Flaccisagitta lyra, Parasagitta elegans, Zonosagitta nagae in Eukrohnia hamata.
Sam TTX proizvajajo pravzaprav simbiontske bakterije rodu Alteromonas, Pseudomonas in Vibrio  (npr. V. alginolyticus) ali pa dinoflagelati (npr. vrsta Alexandrium tamarense).

### Evolucijski vidik
Med bakterijami oz. dinoflagelati in živalmi, ki vsebujejo TTX, se je razvilo vzajemno sodelovanje, tj. kooperacija, kjer živali bakterijam zagotavljajo varno okolje za bivanje, hranjenje in razmnoževanje, bakterije, ki proizvajajo toksin, pa živalim zagotavljajo sredstvo za plenjenje in/ali obrambo.
Pri močeradu vrste Taricha granulosa in kači vrste Thamnophis sirtalis pa se razvil konfliktni tip koevolucije. Močerad izloča tetrodotoksin za obrambo, kača, ki se z njim prehranjuje, pa je razvila odpornost proti tetrodotoksinu. V tem primeru gre torej za t. i. »evolucijsko oborožitveno tekmo«.

## Klinični simptomi in znaki
Toksin se v prebavnem traktu absorbira v 5-10 min po zaužitju. Prvi simptomi se pojavijo po 15 minutah do nekaj urah po zaužitju hrane s TTX v obliki parestezij (nenormalen občutek v koži kot žarenje, zbadanje, ščegetanje in gomazenje) ustnic in jezika, čemur sledijo parestezije udov in obraza ter otopelost. Naštetim znakom hitro sledijo slinjenje, slabost, bruhanje in diareja z bolečino v trebuhu. Po tem se pojavijo znaki nepravilnega delovanja (disfunkcije) motoričnega živčevja, ki se kaže kot splošna mišična oslabelost, hipoventilacija ter s tem povezana cianoza in težave z govorom. Na koncu se pojavita še disfunkciji srca (nizek krvni tlak oz. hipotenzija ter počasno bitje srca oz. bradikardija) in osrednjega živčevja (koma, epileptični napad in/ali neodzivnost zenic) ter popolna izguba refleksov možganskega debla. Smrt lahko nastopi v roku 4-6 ur, navadno zaradi paralize (ohromelosti) dihalnih mišic, ki privede do pomanjkanja preskrbe tkiv s kisikom (O2) oz. hipoksije.

## Zdravljenje
Zdravljenje zastrupitve je predvsem simptomatsko, pri čemer je bistvenega pomena nadzor ABC življenjskih znakov, tj. zagotavljanje normalnega dihanja in krvnega obtoka. Zastrupljenec prejme tudi aktivno oglje, ki veže toksin in s tem prepreči njegovo delovanje. Z endoskopskim posegom se lahko odstrani večje kose ribe iz prebavnega trakta. Trenutno ne obstaja učinkoviti protistrup (antidot), vendar so raziskave na morskih prašičkih pokazale, da se je stanje dihalnega in srčnožilnega sistema ter osrednjega živčevja zelo izboljšalo po aplikaciji 4-aminopiridina. Hipotenzijo zdravimo s pomočjo adrenalina, noradrenalina ali dopamina.
V splošnem je smrtnost pri zastrupitvi s TTX blizu 50 %, kljub modernemu podpornemu zdravljenju. Zastrupljenci, ki preživijo akutno fazo zastrupitve, tj. prvih 24 ur, običajno okrevajo brez trajnih posledic. Popolno okrevanje traja nekaj dni.

## Epidemiologija zastrupitev
Zastrupitve s tetrodotoksinom so skoraj vedno povezane z zaužitjem mesa napihovalk iz Indo-Pacifiškega območja, pa tudi iz Atlantskega oceana ter Mehiškega in Kalifornijskega zaliva. Velikokrat pride tudi do nenamernega zaužitja zaradi zamenjave oz. napačnega označenja neškodljivih rib in napihovalk. Do zdaj ni bilo dokumentiranih primerov zastrupitev s TTX zaradi atlantske napihovalke (Sphoeroides maculatus), kljub temu pa je prišlo do zastrupitve pri testnih miših.
Za nemalo primerov zastrupitve na območju Floride je bil v resnici odgovoren saksitotoksin, ki povzroča paralitične zastrupitve s školjkami (PSP) in s tem torej podobne klinične simptome in znake. V Oregonu je vsaj ena oseba umrla zaradi zaužitja močerada vrste Taricha granulosa, nekateri primeri pa vključujejo tudi zaužitje školjk vrste Charonia sauliae, ki po vsej verjetnosti vsebuje derivate TTX. Leta 2009 je pogin številnih psov zaradi zaužitja polžev vrste Pleurobranchaea maculata na otoku Aucklandu na Novi Zelandiji sprožil preplah med prebivalci; otrokom in lastnikom psov je bilo svetovano izogibanje plaž, prav tako pa je bil za določen čas prekinjen rekreacijski ribolov. Po izčrpni preiskavi je bilo zaključeno, da so polži najverjetneje zaužili večje količine TTX-a preko mesa napihovalk.

### Statistični faktorji
Statistični podatki zastrupitev se zelo razlikujejo, kljub temu pa naj bi po nekaterih podatkih naj bi na Japonskem kljub izkušenosti kuharjev zabeležili do 50 smrtnih primerov. Od leta 1974 do 1983 je bilo dokumentiranih 646 primerov zastrupitve s 179 smrtnih primerov. Velikokrat naj bi prišlo do zastrupitve zaradi neizkušenosti ribičev pri lastni pripravi hrane.

## Kulturni pomen
Na Japonskem je fugu, tj. meso napihovalk, tamkajšna specialiteta kuhinje, kjer ga strežejo v določenih restravacijah, katerih kuharji so posebno šolani za pripravo tovrstne hrane. Zaradi kulturnega pomena je preventiva pri zastrupitvah s TTX v ospredju delovanja javnega zdravstva na Japonskem.
V ZDA in drugih državah izven Indo-Pacifiškega območja so zastrupitve redkost, izjema je le Haiti. Namreč, lastnost TTX, da povzroči navidezno smrt pri osebah, ki ga zaužijejo v manjših količinah kot je smrtna doza, izkoriščajo nemalokrat haitijski vudu vrači. TTX je po vsej verjetnosti glavna substanca praška, ki ga uporabljajo za ustvarjanje zombijev, tj. živih mrtvecev. Paralizirane žrtve, proglašene za mrtve celo s strani zdravnika, naj bi dali v krsto in pokopali, kasneje pa odkopali in prisilili v suženjstvo vudujevskemu »gospodarju zombijev«.